# Idiocerus aureus
Idiocerus aureus är en insektsart som beskrevs av Hamilton 1980. Idiocerus aureus ingår i släktet Idiocerus och familjen dvärgstritar. Inga underarter finns listade i Catalogue of Life.